# أزمة سيولة
تشير أزمة السيولة في الاقتصاد المالي إلى النقص الحاد (أو الجفاف) في السيولة. قد تشير السيولة إلى سيولة السوق (سهولة تحويل الأصول إلى وسيط مادي قابل للتداول، مثل الأوراق المالية)، أو سيولة التمويل (سهولة حصول المقترضين على تمويل خارجي)، أو قد تشير إلى سيولة المُحاسبة (صحة الميزانية العمومية لمؤسسة معينة وفقًا لأصولها  المادية). بالإضافة إلى ذلك، يحدد بعض أخصائيو الاقتصاد سيولة السوق فيما إذا كانت قادرة على استيعاب صفقات السيولة (بيع المستثمرين للضمانات لتلبية الحاجات الفجائية للأوراق المالية) دون حدوث تغيرات كبيرة في السعر. قد يعكس هذا النقص في السيولة انخفاضاً في أسعار الأصول إلى ما دون السعر الأساسي على المدى البعيد، أو تراجع ظروف التمويل الخارجي، أو انخفاض عدد المشاركين في السوق، أو صعوبة المتاجرة بالأصول.
تعزز القوات المذكورة سابقاً بعضها أثناء حدوث أزمة السيولة. يجد المشاركون المحتاجون للأوراق النقدية في السوق صعوبة في تحديد الشركاء التجاريين المحتملين لبيع أصولهم. قد ينتج هذا إمّا بسبب محدودية المشاركة في السوق أو بسبب انخفاض كمية الأوراق المالية التي يحتفظ بها المشاركون في السوق المالية. وهكذا قد يُجبَر أصحاب الأصول على بيع أصولهم بسعر أقل من السعر الاسمي. يواجه المقترضون خصوصاً تكاليف قروض أكبر ومتطلبات إضافية، مقارنةً بفترات السيولة الوفيرة، ويصبح تحصيل الديون المشكوك فيها شبه مستحيل. خلال أزمة السيولة، لا يعمل سوق الإقراض بين البنوك بسلاسة أيضاً.
تسطيع تقنيات عديدة تعمل عبر تقوية متبادلة لسيولة سوق الأصول وسيولة التمويل تضخيم آثار هزّة صغيرة في الاقتصاد، وتؤدي إلى نقص في السيولة، وأزمة مالية شاملة في النهاية.

## نموذج عن أزمة السيولة
يعد نموذج دايموند وديبفيغ في عام 1983 لأزمة السيولة والذعر المصرفي (السحب غير الاعتيادي للودائع) أحد أقدم النماذج وأكثرها تأثيراً. يوضح نموذج دايموند-ديبفيغ كيف أنّ الوساطة المالية للبنوك عبر قبول الأصول التي لا يمكن تحويلها إلى سيولة، وتؤدي إلى التزامات تتطلب سيولة أكثر بكثير (أي تقديم نمط أكثر سلاسة لإرجاع الأصول)، يمكن أن يعرّض البنوك للذعر المصرفي. وبالتأكيد على الدور الذي تلعبه عقود ودائع الطلب في توفير السيولة وتقاسم المخاطر بين الناس بصورة أفضل، يرى النموذج أنّ عقد إيداع طلب كهذا قد ينطوي على توازن غير مرغوب، إذ يخاف جميع المودعين ويسحبون ودائعهم فوراً.  يؤدي هذا إلى إثارة حالات ذعر لدى المودعين، وتظهر عمليات سحب للمودعين الذين كانوا يفضلون ترك ودائعهم لو لم يكونوا قلقين من فشل البنك. يؤدي هذا إلى العجز حتى  في البنوك «الصحية»، وانكماش كبير للسيولة في النهاية، مؤدياً إلى أزمة مالية شاملة.
يوضح ديموند وديبفيغ أننا قد نحصل على توازن متعدد عندما تقدم البنوك عقود ودائع تحت الطلب. عند الحفاظ على مستوى معين من الثقة، قد تحسن هذه العقود نتائج السوق التنافسية، وتؤمن تقاسمًا أفضل للمخاطر. وبوجود مثل هذا التوازن، سينسحب المودع عندما يكون ذلك مناسباً له في ظل المشاركة المثلى للمخاطر. ولكن في حال خوف العملاء، ستختفي حوافزهم، وضمن هذا التوازن، سيسحب المودعون ودائعهم. وبما أنّ الأصول المصفاة ستُباع بخسارة، سيحول البنك أصوله إلى سيولة، حتى إن لم يسحب كل المودعين أموالهم.
السبب الكامن لسحب المودعين أموالهم في نموذج دايموند-ديبفيغ هو تغير التوقعات. وبدلاً من ذلك، قد يحدث الذعر المصرفي لأنّ أصول البنك السائلة المعرضة للخطر لم تعد تغطّي  الديون الثابتة اسمياً (الودائع تحت الطلب)، ولذلك ينسحب المودعون بسرعة للتقليل من الخسارات المحتملة.
يقدم النموذج أيضاً إطار عمل مناسب  لتحليل الأدوات التي يمكن استخدامها لاحتواء أو منع حدوث أزمة السيولة (الموضّحة بالأسفل).

## آليات التضخيم
إحدى الآليات التي قد تعمل على تضخيم آثار الصدمة الصغيرة على الاقتصاد، هي آلية الميزانية العمومية. بموجب هذه الآلية، تخفض الصدمة السلبية في السوق المالي أسعار الأصول وتقضي على رأس مال المؤسسة المالية، وبهذا تفاقم كارثة ميزانيتها العمومية. بناءً على ذلك، يبدأ تأثير دوامتين للسيولة، وتضخمان الأثر المبدئي للصدمة.  وفي محاولة للحفاظ على نسبة الرافعة المالية، يجب أن تبيع المؤسسة المالية كل أصولها، وخاصةً عندما تكون أسعارها منخفضة. وهكذا، وعلى افتراض أن أسعار الأصول تعتمد على سلامة الميزانية العمومية للمستثمرين، يخفّض تدهور صافي الربح للمستثمرين أيضاً أسعار الأصول، ويؤثر في ميزانياتهم العمومية وما إلى ذلك. هذا ما يصفه برونرمير وبيديرسن (2008) بأنّه «دوامة الخسارة». وفي الوقت ذاته، يبدأ التشديد على هوامش ومعايير الإقراض، ما يؤدي إلى «دوامة الهامش». يتسبب كلا التأثيرين في دفع المقترضين للبيع بسعر زهيد، وخفض الأسعار، وتصعيب شروط التمويل الخارجي.
بعيداً عن «آلية الميزانية العمومية» المشروحة سابقاً، يمكن أن تزول مصادر الإقراض لأسباب لا تتعلق بالجدارة الائتمانية للمقترض. مثلًا، قد تخشى البنوك من عدم قدرتها على الوصول إلى أسواق رؤوس المال في حال حدوث صدمة، وقد تعمل أيضًا على زيادة التخزين الاحتياطي للأموال. ينجم عن ذلك انخفاض في الموارد المالية المتاحة في الاقتصاد وتباطؤًا في النشاط الاقتصادي. ولأن معظم المؤسسات المالية تشارك في الوقت ذاته في عملية الإقراض والاقتراض، يمكن أن بؤدي ذلك إلى تأثير الشبكة. في ظروف تشمل جهات متعددة، قد يحدث جمود عندما يؤدي الخوف من مخاطر ائتمان الطرف الآخر  إلى عجز في تسوية مراكز المقاصة. ويتوجب عندها على كل طرف أن يحتفظ بأموال إضافية ليحمي نفسه ضد الأخطار غير المعروفة بعد، ما يؤدي إلى انخفاض السيولة في السوق. قد تشرح هذه الآليات «الجمود» الملحوظ في سوق الإقراض بين البنوك خلال أزمة الرهن العقاري الأخيرة، عندما لم ترغب البنوك في إقراض بعضها، وإنما احتفظت بمدخراتها.
بالإضافة إلى ذلك، قد تنجم أزمة السيولة حتى بسبب الشك المرتبط بأنشطة السوق. يقفز المشاركون في السوق على عربة الابتكار المالي قبل أن يفهموا المخاطر المرتبطة بالأصول المالية الجديدة غالباً. وقد يؤدي السلوك غير المتوقع لمثل هذه الأصول المالية الجديدة إلى ابتعاد المشاركين في السوق عن الأخطار التي لا يفهمونها، والاستثمار أكثر في الأصول السائلة أو المعروفة. يمكن وصف ذلك بآلية تضخيم المعلومات. في أزمة الرهون العقارية، لعبت المصادقة السريعة والتخلي اللاحق عن المنتجات المالية معقدة التركيب كالتزامات الديون المضمونة، والسندات المالية المدعومة بالرهن العقاري، وغيرها دوراً بالغ الأهمية في تضخيم آثار انخفاض أسعار العقارات.

## أزمة السيولة وأسعار الأصول
تنخفض أسعار العديد من الأصول بشكل ملحوظ خلال أزمة السيولة. بالتالي تصبح أسعار الأصول عرضة لمخاطر السيولة، وبطبيعة الحال، يطلب المستمثرون المتجنبون للمخاطر عائدًا متوقعًا أعلى كتعويض عن هذا الخطر. ولذلك ينصّ نموذج تقييم الأصول الرأسمالية CAMP المعدّل وفقاً للسيولة على أنه: عندما يرتفع خطر سيولة أصول السوق يرتفع العائد المطلوب منها.
أدت أزمات السيولة، كالأزمة المالية في عامي 2007-2008 وأزمة صندوق إدارة رؤوس الأموال طويلة الأجل عام 1998، إلى انحرافات عن قانون التسعير الموحّد، أي أن الأوراق المالية المتطابقة تقريباً تُقايض بأسعار مختلفة. يحدث هذا عندما يُقيّد المستثمرون مالياً وتؤثر دوامات السيولة على المزيد من الأوراق المالية التي يصعب اقتراضها. وبالتالي، يمكن أن تؤثر الحاجة لهامش أمان على قيمتها.

## أزمة السيولة والهروب إلى السيولة
من الظواهر الشائعة خلال أزمات السيولة الهروب إلى السيولة، إذ يهرب المستثمرون من الاستثمارات غير المادية ويتوجّهون إلى الأسواق الثانوية مستخدمين الأصول الشائلة وشبه السائلة. تشير الدلائل التجريبية إلى تزايد فروق الأسعار بين الأصول المتشابهة، والتي تختلف من ناحية سيولة سوق الأصول. على سبيل المثال، تكون معدلات هوامش السيولة كبيرة (تصل في بعض الحالات إلى 10-15%) في أسعار سندات الخزينة. حدث ذلك خلال الأزمة المالية الروسية عام 1998، عندما ارتفع سعر سندات الخزينة بحدّة بالنسبة للدَّين الأقل سيولةً. أدى ذلك إلى اتساع هوامش الائتمان وخسائر كبيرة في إدارة رؤوس المال طويلة الأجل والعديد من صناديق الموازنة.

## دور السياسات
لسياسة الحكومة دور في التخفيف من أزمة السيولة عبر امتصاص الأصول الأقل سيولة، وتأمين القطاع الخاص بأصول أكثر سيولةً مدعومة من الحكومة، عبر الطرق الآتية:
السياسة الوقائية أو سياسة القيمة المتوقعة: فرض حد أدنى لحقوق المساهمين، أي متطلبات رأس المال أو الحد الأقصى لنسبة الدَّين إلى حقوق الملكية في المؤسسات المالية عدا البنوك التجارية، وهذا يؤدي إلى ميزانيات أكثر مرونة.  في سياق نموذج ديموند-ديبفينغ، يوجد مثال على عقد إيداع الطلب الذي يخفف من تعرض البنوك إلى الذعر المصرفي، مع السماح لها بأن تؤمن دعماً للسيولة وتقاسماً أفضل للمخاطر، يتضمن إيقاف التحويل عند حدوث الكثير من عمليات السحب. مثلاً، لنفترض وجود عقد مماثل لعقد إيداع الطلب الصافي، لكنه ينص على أنّ المودع لن يتلقى شيئاً في تاريخ معين إن حاول الانسحاب قبل مدة محددة، بعد أن تم سحب جزء معين من إجمالي ودائع البنك. يتسم عقد كهذا بتوزان ناش المستقر، والذي يحقق مشاركة مثلى للمخاطر.
سياسة التدخل ما بعد الحادثة: يقترح بعض الخبراء أنّ البنك المركزي يجب أن يجهّز تأميناً للجانب السلبي في حال حدوث أزمة سيولة. يمكن لهذا أن يتخذ شكل توفير التأمين المباشر لأصحاب الأصول ضد الخسائر أو التزامهم بشراء أصول في حال انخفاض سعر الأصول عن العتبة المحددة. يساعد شراء الأصول هذا على زيادة الطلب وبالتالي سعر الأصول المعنية، وهكذا يخفف نقص السيولة الذي يواجهه المقترضون. وبدلاً من ذلك، يمكن للحكومة أن توفر تأمين الودائع، إذ تضمن دفع عائد لجميع أولئك الذين ينسحبون. في إطار عمل نموذج ديموند-ديبفيغ، تساعد عقود ودائع الطلب بوجود تأمين ودائع حكومي على تحقيق التوازن الأمثل في حال فرضت الحكومة ضريبة مثلى لتمويل تأمين الودائع.  يمكن للبنك المركزي أن يتدخل عبر آليات بديلة تشمل الضخ المباشر للأسهم في النظام في حال حدوث أزمة سيولة، أو الدخول في حالة دين لمقايضة الأسهم. قد يقرِض البنك المركزي أيضاً من نافذة الخصم أو غيرها من تسهيلات الإقراض، مؤمنًا ائتماناً للمؤسسات المالية التي تواجه مشكلات بشروط أسهل. يناقش كل من أشكرافت وغارليانو وبيديرسن (2010) بأنّ التحكم في تأمين الائتمانات بتسهيلات الإقراض ذات المتطلبات الهامشية القليلة يُعد أداة نقدية مهمة (بالإضافة إلى أداة معدل الفائدة)، والتي قد ترفع أسعار الأصول، وتخفض عائدات السندات، وتسهّل مشكلات التمويل في النظام المالي خلال الأزمات.  على الرغم من وجود فوائد عديدة للتدخل، توجد تكاليف أيضاً. يجادل العديد من أخصائيي الاقتصاد بأنّه إذا أعلن البنك المركزي أنه «مقرض الملاذ الأخير»، قد يؤدي هذا إلى مشكلة خطر أخلاقي، وعجز القطاع الخاص، وهذا قد يؤدي إلى تفاقم المشكلة أيضاً. لذلك يؤكد العديد من متخصصي الاقتصاد أنّه يجب استخدام إستراتيجية مقرض الملاذ الأخير في الحالات القصوى فحسب، ويجب أن يكون ذلك اجتهادًا للحكومة أكثر من كونه قاعدةً.

## أزمة السيولة في الأسواق الناشئة
يرى بعض متخصصي علم الاقتصاد أنّ التحرير المالي والتدفقات  المتزايدة لرؤوس الأموال الأجنبية، وخاصةً قصيرة الأمد، قد تفاقم فقدان السيولة في البنوك، وتزيد من عجزها. وفي هذا السياق، يشير ضعف السيولة العالمي إلى الموقف الذي تتجاوز فيه الالتزامات المالية قصيرة الأمد بالعملة الأجنبية الصعبة لدولة معينة ما تستطيع الحصول عليه من العملة الصعبة خلال مدة قصيرة. تكشف الأدلة التجريبية أن الأساسيات الضعيفة لوحدها ليست السبب الوحيد في  تدفق رأس المال الأجنبي إلى خارج الدولة، وخاصة في الأسواق الناشئة. تقدم امتدادات الاقتصاد المفتوح لنموذج دايموند-ديبفيغ، والذي تتفاعل فيه اتجاهات الودائع المحلية مع حالات ذعر الدائنين الأجانب (اعتماداً على تاريخ استحقاق الدَّين الخارجي وإمكانية التخلف عن المدفوعات الدولية)، تفسيراً معقولاً للأزمات المالية التي حدثت في المكسيك، شرق آسيا، روسيا، وغيرها. تؤكد هذه النماذج أن العوامل الدولية قد تلعب دوراً مهماً جدًا في زيادة الضعف المالي المحلي  واحتمال حدوث أزمة سيولة.
قد يكون لتدفقات رؤوس الأموال إلى الخارج نتائج مزعزة لاستقرار الأسواق الناشئة. خلافًا لبنوك الدول ذات الاقتصاد المتطور، والتي تحوي عادةً عدداً من المستثمرين المحتملين في أسواق رأس المال العالمية، تشير الاحتكاكات المعلوماتية إلى أن المستمثرين في الأسواق الناشئة لن يكونوا «الصديق وقت الضيق». وهذا يفسر أن حالات الذعر المتوقعة التي تشبه ما نراه خلال الذعر المصرفي تحدث أكثر في هذه الأنظمة الاقتصادية. علاوةً على ذلك، تؤدي المشكلات السياسة في هذه الدول إلى تضخيم آثار للصدمات الاقتصادية. بسبب محدودية وصول الأسواق الناشئة إلى أسواق رأس المال العالمية، يكون ضعف السيولة الناتج عن فقدان ثقة المستثمرين الأجانب والمحليين على حد سواء كافيًا في حد ذاته لإحداث أزمات مالية ونقدية، وتعد الأزمة المالية الآسيوية عام 1997 أحد الأمثلة على ذلك.